# Hawawshi
Le hawawshi (parfois orthographié hawwaoshi ; arabe égyptien : حواوشي ; API : [ħæˈwæwʃi]) est un plat traditionnel égyptien. Il s'agit d'une pita farcie de viande hachée et épicée avec des oignons, du poivre, du persil et parfois des piments. Les principales variantes du hawawshi sont le « baladi » (standard) et l'alexandrin. Dans la majeure partie de l'Égypte, il est cuit en remplissant le pain plat égyptien avec le mélange de viande, puis en le faisant cuire au four. À Alexandrie, les ingrédients sont placés entre deux couches circulaires de pâte, puis cuits au four. Le hawawshi alexandrin contient également généralement des épices et des assaisonnements différents. Le hawawshi s'est répandu dans d'autres pays du Moyen-Orient et d'Afrique du Nord avec quelques variations. Au Levant, il est préparé à partir de pain saj et comprend des piments forts dans la garniture. En Algérie, on l'appelle « muhajib » et on le mange avec de la soupe ou une salade au yaourt. Le hawawshi est généralement préparé dans les foyers égyptiens et est également servi dans certains restaurants, généralement à emporter. Les prix dans les restaurants varient de 30 à 100 £E, selon la taille et la quantité de viande utilisée.

## Histoire
Le hawawshi a été inventé en 1971 par un boucher égyptien nommé Ahmed al-Hawawsh. Depuis son étal dans le quartier de Souk Al-Tawfik au Caire, le hawawshi s'est répandu dans tout le Caire puis dans le reste de l'Égypte. Depuis la mort d'al-Hawawsh, le hawawshi est devenu particulièrement populaire dans le gouvernorat de Sharqia dans le delta du Nil, où l'on trouve les meilleurs hawawshi.